# 도쿠가와 모치하루

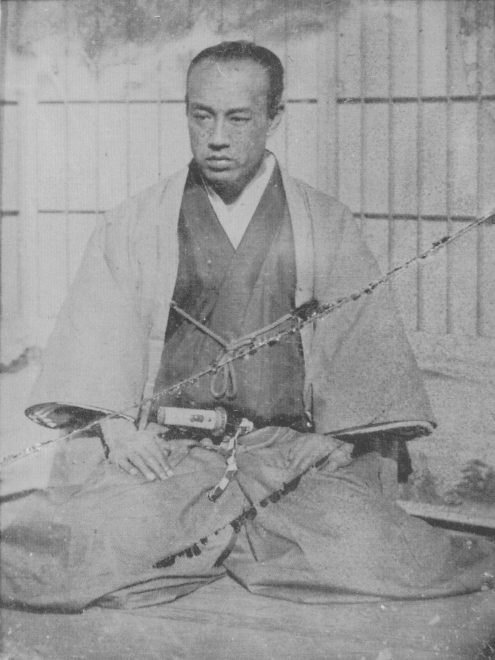
도쿠가와 모치하루

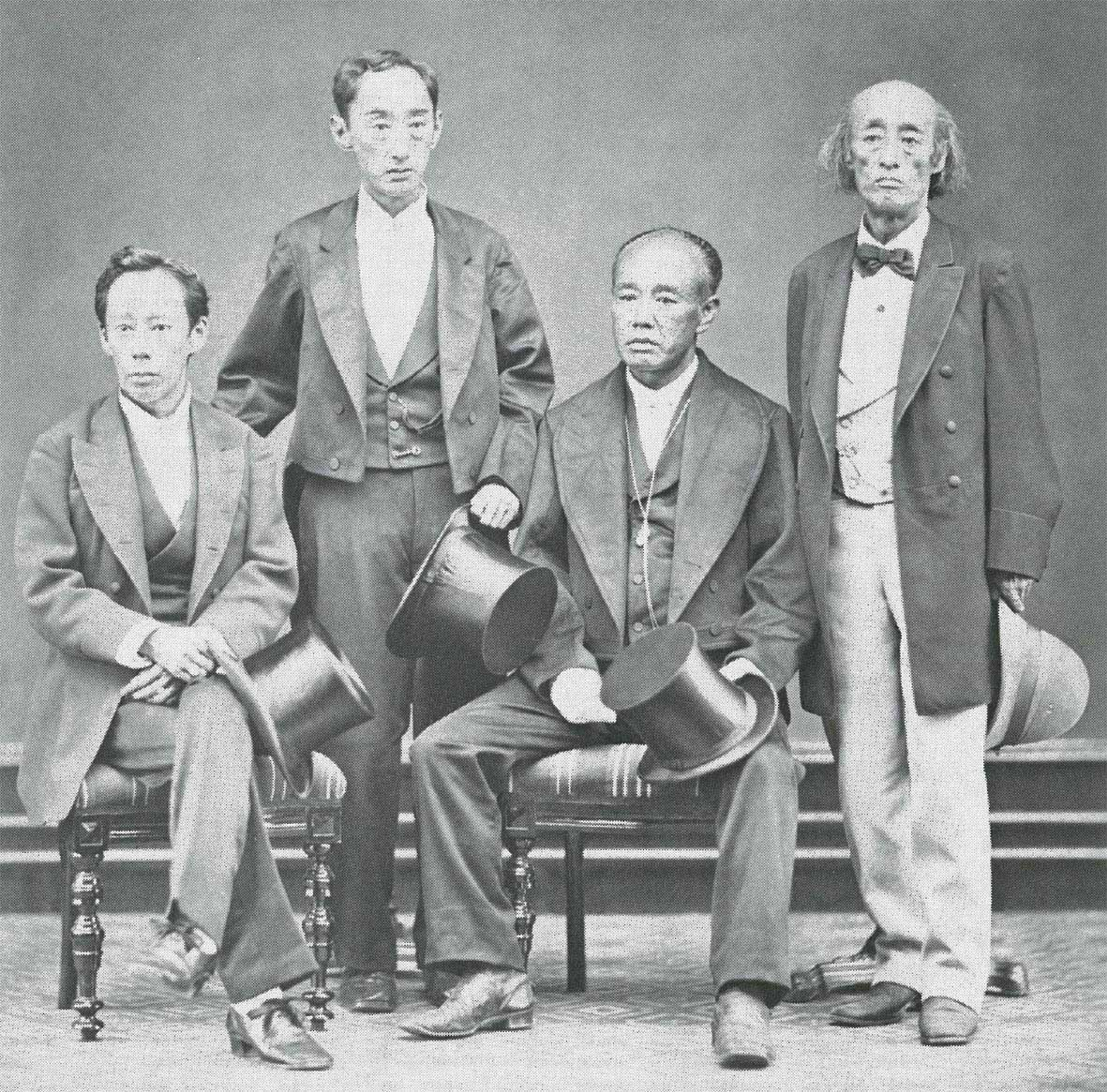
다카스 사형제(좌측부터 사다아키, 가타모리, 모치하루, 요시카쓰)

도쿠가와 모치하루(徳川茂栄)는 막말의 다이묘로서 미노 다카스 번 제11대 번주, 오와리번(오와리국) 제15대 번주를 지냈으며 후에 히토쓰바시 도쿠가와 가 제10대 당주가 된다. 마지막 성명인 도쿠가와 모치하루는 히토쓰바시 가 당주 시절의 성명이다.
다카스 번주 시절엔 마쓰다이라 요시치카(松平義比), 오와리 번주 시절엔 도쿠가와 모치나가(徳川茂徳)로 불렸다.

## 같이 보기
- 다카스 4형제

| 전임 마쓰다이라 요시타쓰 | 제11대 요쓰야 마쓰다이라 가 당주 1850년 ~ 1858년 | 후임 마쓰다이라 요시마사 |

| 전임 도쿠가와 요시쿠미 | 제15대 오와리 도쿠가와 가 당주 1858년 ~ 1863년 | 후임 도쿠가와 요시노리 |

| 전임 도쿠가와 요시노부 | 제10대 히토쓰바시 도쿠가와 가 당주 1866년 ~ 1884년 | 후임 도쿠가와 사토미치 |

| 전임 마쓰다이라 요시타쓰 | 제11대 다카스 번 번주 (요쓰야 마쓰다이라 가) 1850년 ~ 1858년 | 후임 마쓰다이라 요시마사 |